# Septoria calendulae
Septoria calendulae är en svampart som beskrevs av Bernaux 1951. Septoria calendulae ingår i släktet Septoria och familjen Mycosphaerellaceae.   Inga underarter finns listade i Catalogue of Life.